# Forró de duplo sentido
Forró de duplo sentido, também chamado de forró safado, é um subgênero musical variante do forró no qual as letras das músicas exploram mais de um sentido para uma certa palavra ou conjuntos de palavras. Teve seu ápice de popularidade nos anos 70 e 80.
Usualmente, os duplos sentidos tem conotação sexual, embora tratados de maneira jocosa. O forró de duplo sentido se diferencia das outras variações do forró somente pelo estilo das letras de suas músicas, e não por quaisquer outros fundamentos musicais.

## Artistas
- João Gonçalves
- Clemilda
- Manhoso
- Zenilton
- Genival Lacerda
- Sandro Becker
- Falcão